# Evolução do Colégio dos Cardeais sob o pontificado de Bento XIII
Abaixo está a evolução do colégio de cardeais durante o pontificado de Bento XIII (29 de maio de 1724 - 21 de fevereiro de 1730) e a subsequente vaga vaga (21 de fevereiro - 12 de julho de 1730).

## Composição para consistório
| Consistório                    | 1724 | 1730 |
| ------------------------------ | ---- | ---- |
| 22 fevereiro 1672              | 1    |      |
| 27 maio 1675                   | 1    |      |
| Consistórios de Clemente X     | 2    | 0    |
| 1º setembro 1681               | 1    |      |
| Consistórios de Inocêncio XI   | 1    | 0    |
| 7 novembro 1689                | 1    | 1    |
| 13 fevereiro 1690              | 2    | 1    |
| 13 novembro 1690               | 2    | 2    |
| Consistórios de Alexandre VIII | 5    | 4    |
| 12 dezembro 1695               | 2    | 1    |
| 22 julho 1697                  | 1    |      |
| 21 junho 1700                  | 1    |      |
| Consistórios de Inocêncio XII  | 4    | 1    |
| 17 dezembro 1703               | 1    | 1    |
| 17 maio 1706                   | 11   | 3    |
| 15 abril 1709                  | 1    |      |
| 23 dezembro 1711               | 1    | 1    |
| 18 maio 1712                   | 13   | 10   |
| 30 janeiro 1713                | 2    | 2    |
| 6 maio 1715                    | 1    | 1    |
| 29 maio 1715                   | 4    | 3    |
| 16 dezembro 1715               | 3    | 1    |
| 15 março 1717                  | 1    | 1    |
| 12 julho 1717                  | 2    | 2    |
| 29 novembro 1719               | 9    | 7    |
| 30 setembro 1720               | 2    | 2    |
| Consistórios de Clemente XI    | 51   | 34   |
| 16 junho 1721                  | 1    |      |
| 16 julho 1721                  | 1    | 1    |
| Consistórios de Inocêncio XIII | 2    | 1    |
| 11 setembro 1724               |      | 2    |
| 20 novembro 1724               |      | 1    |
| 20 dezembro 1724               |      | 1    |
| 11 junho 1725                  |      | 2    |
| 11 setembro 1726               |      | 1    |
| 9 dezembro 1726                |      | 6    |
| 26 novembro 1727               |      | 4    |
| 30 abril 1728                  |      | 2    |
| 20 setembro 1728               |      | 2    |
| 23 março 1729                  |      | 1    |
| 6 julho 1729                   |      | 2    |
| 8 fevereiro 1730               |      | 1    |
| Consistórios de Bento XIII     |      | 25   |
| Totale                         | 65   | 65   |

## Evolução durante o pontificado
| Data              | Evento | Total |
| ----------------- | --- | ----- |
| 29 maio 1724      | Eleição papal do Cardeal Pietro Francesco (na religião Vincenzo Maria) Orsini, O.P., com o nome de Bento XIII | 64    |
| 28 junho 1724     | Morte do cardeal Orazio Filippo Spada (64 anos)                                                               | 63    |
| 11 setembro 1724  | criação de 2 cardeais                                                                                         | 65    |
| 11 setembro 1724  | Giovanni Battista Altieri                                                                                     | 65    |
| 11 setembro 1724  | Alessandro Falconieri                                                                                         | 65    |
| 20 novembro 1724  | criação de 1 cardeal                                                                                          | 66    |
| 20 novembro 1724  | Vicente Petra                                                                                                 | 66    |
| 20 dezembro 1724  | criação de 2 cardeais                                                                                         | 68    |
| 20 dezembro 1724  | Próspero Marefoschi                                                                                           | 68    |
| 20 dezembro 1724  | Agostino Pipia, O.P.                                                                                          | 68    |
| 9 janeiro 1725    | Morte do cardeal Francesco Acquaviva d'Aragona (59 anos)                                                      | 67    |
| 11 junho 1725     | criação de 2 cardeais                                                                                         | 69    |
| 11 junho 1725     | Niccolò Coscia                                                                                                | 69    |
| 11 junho 1725     | Nicolò del Giudice                                                                                            | 69    |
| 23 agosto 1725    | Morte do cardeal Christian August von Sachsen-Zeitz (58 anos)                                                 | 68    |
| 10 outubro 1725   | Morte do cardeal Francesco del Giudice (77 anos)                                                              | 67    |
| 15 dezembro 1725  | Morte do cardeal Giuseppe Vallemani (77 anos)                                                                 | 66    |
| 19 janeiro 1726   | Morte do cardeal Giovanni Battista Tolomei, S.J. (72 anos)                                                    | 65    |
| 1º maio 1726      | Morte do cardeal Lorenzo Maria Fieschi (83 anos)                                                              | 64    |
| 12 junho 1726     | Morte do cardeal Fabrizio Paolucci (75 anos)                                                                  | 63    |
| 3 julho 1726      | Morte do cardealGaleazzo Marescotti (98 anos)                                                                 | 62    |
| 11 setembro 1726  | criação de 1 cardeal                                                                                          | 63    |
| 11 setembro 1726  | André-Hercule de Fleury                                                                                       | 63    |
| 23 abril 1726     | Morte do cardeal Giulio Piazza (63 anos)                                                                      | 62    |
| 16 novembro 1726  | Morte do cardeal Bernardino Scotti (70 anos)                                                                  | 61    |
| 9 dezembro 1726   | criação de 2 Cardeais + 7 In Pectore                                                                          | 63    |
| 9 dezembro 1726   | Niccolò Maria Lercari                                                                                         | 63    |
| 9 dezembro 1726   | Lorenzo Cozza, O.F.M.                                                                                         | 63    |
| 23 dezembro 1726  | Morte do cardeal Giovanni Battista Bussi (70 anos)                                                            | 62    |
| 4 janeiro 1727    | Morte do cardeal Giuseppe Sacripante (84 anos)                                                                | 61    |
| 31 julho 1727     | Morte do cardeal Giovanni Patrizi (68 anos)                                                                   | 60    |
| 19 setembro 1727  | Morte do cardeal Carlo Agostino Fabroni (76 anos)                                                             | 59    |
| 26 novembro 1727  | criação de 4 Cardeais + 1 Revelação In Pectore                                                                | 64    |
| 26 novembro 1727  | Angelo Maria Quirini, O.S.B.                                                                                  | 64    |
| 26 novembro 1727  | Diego de Astorga y Céspedes                                                                                   | 64    |
| 26 novembro 1727  | Sigismund von Kollonitz                                                                                       | 64    |
| 26 novembro 1727  | Philipp Ludwig von Sinzendorf                                                                                 | 64    |
| 26 novembro 1727  | João da Mota e Silva                                                                                          | 64    |
| 22 janeiro 1728   | Morte do cardeal Pietro Priuli (58 anos)                                                                      | 63    |
| 26 janeiro 1728   | 1 Revelação In Pectore                                                                                        | 64    |
| 26 janeiro 1728   | Francesco Antonio Finy                                                                                        | 64    |
| 7 fevereiro 1728  | Morte do cardeal Nicolò Caracciolo (69 anos)                                                                  | 63    |
| 20 março 1728     | Morte do cardeal Ulisse Giuseppe Gozzadini (77 anos)                                                          | 62    |
| 21 abril 1728     | Morte do cardeal Filippo Antonio Gualterio (68 anos)                                                          | 61    |
| 30 abril 1728     | criação de 2 Cardeais + 5 Revelação In Pectore                                                                | 68    |
| 30 abril 1728     | Marco Antonio Ansidei                                                                                         | 68    |
| 30 abril 1728     | Prospero Lorenzo Lambertini (futuro papa Bento XIV)                                                           | 68    |
| 30 abril 1728     | Gregorio Selleri, O.P.                                                                                        | 68    |
| 30 abril 1728     | Antonio Banchieri                                                                                             | 68    |
| 30 abril 1728     | Carlo Collicola                                                                                               | 68    |
| 30 abril 1728     | Vincenzo Ludovico Gotti, O.P.                                                                                 | 68    |
| 30 abril 1728     | Leandro Porzia, O.S.B.                                                                                        | 68    |
| 20 setembro 1728  | criação de 2 Cardeais                                                                                         | 70    |
| 20 setembro 1728  | Pierluigi Carafa                                                                                              | 70    |
| 20 setembro 1728  | Giuseppe Accoramboni                                                                                          | 70    |
| 19 janeiro 1729   | Morte do cardeal Simone (in religione Lorenzo) Cozza, O.F.M. (74 anos)                                        | 69    |
| 30 janeiro 1729   | Morte do cardeal Giovanni Battista Salerni,S.J. (57 anos)                                                     | 68    |
| 23 março 1729     | criação de 1 Cardeal                                                                                          | 69    |
| 23 março 1729     | Camilo Cybo                                                                                                   | 69    |
| 4 maio 1729       | Morte do cardeal Louis-Antoine de Noailles (77 anos)                                                          | 68    |
| 31 maio 1729      | Morte del cardinale Gregorio Selleri, O.P. (74 anos)                                                          | 67    |
| 6 julho 1729      | criação de 2 Cardeais                                                                                         | 69    |
| 6 julho 1729      | Francesco Scipione Maria Borghese                                                                             | 69    |
| 6 julho 1729      | Carlo Vincenzo Maria Ferreri Thaon, O.P.                                                                      | 69    |
| 26 janeiro 1730   | Morte do cardeal Giovanni Francesco Barbarigo (71 anos)                                                       | 68    |
| 8 fevereiro 1730  | criação de 1 Cardeal                                                                                          | 69    |
| 8 fevereiro 1730  | Alamanno Salviati                                                                                             | 69    |
| 14 fevereiro 1730 | Morte do cardeal Marco Antonio Ansidei (58 anos)                                                              | 68    |
| 19 fevereiro 1730 | Morte do cardeal Agostino Pipia, O.P. (69 anos)                                                               | 67    |
| 21 fevereiro 1730 | Morte do papa Bento XIII (81 anos)                                                                            | 67    |
| 5 março 1730      | Abertura do conclave                                                                                          | 67    |
| 22 março 1730     | Morte do cardeal Benedetto Pamphilj (76 anos)                                                                 | 66    |
| 23 abril 1730     | Morte do cardeal Bernardo Maria Conti, O.S.B. (66 anos)                                                       | 65    |
| 12 julho 1730     | Eleição papal do Cardeal Lorenzo Corsini com o nome de Clemente XII                                           | 64    |